# Špela Rogelj
Špela Rogelj (Lubiana, 8 novembre 1994) è un'ex saltatrice con gli sci slovena.

## Biografia
Ha debuttato in Coppa Continentale, la massima competizione femminile di salto prima dell'istituzione della Coppa del Mondo nella stagione 2012, il 23 gennaio 2008 a Dobbiaco, giungendo 24ª.
In Coppa del Mondo ha esordito nella gara inaugurale il 3 dicembre 2011 a Lillehammer (10ª) e ha ottenuto la prima vittoria, nonché primo podio, il 5 dicembre 2014 nella medesima località.
In carriera ha partecipato a tre edizioni dei Giochi olimpici invernali, Soči 2014 (26ª nel trampolino normale), Pyeongchang 2018 (22ª nel trampolino normale) e Pechino 2022 (9ª nel trampolino normale), e a sette dei Campionati mondiali, vincendo una medaglia.
Il 13 marzo 2022 ha annunciato il ritiro dalle competizioni, congedandosi con un 6º posto nell'ultima tappa di Coppa del Mondo a Oberhof.

## Palmarès

### Mondiali
- 1 medaglia:
  - 1 argento (gara a squadre a Oberstdorf 2021)

### Mondiali juniores
- 4 medaglie:
  - 1 oro (gara a squadre a Liberec 2013)
  - 2 argenti (trampolino normale a Otepää 2011, gara a squadre a Val di Fiemme 2014)
  - 1 bronzo (trampolino normale a Erzurum 2012)

### Coppa del Mondo
- Miglior piazzamento in classifica generale: 4ª nel 2015
- 11 podi (5 individuali, 6 a squadre):
  - 2 vittorie (1 individuale, 1 a squadre)
  - 4 secondi posti (a squadre)
  - 5 terzi posti (4 individuali, 1 a squadre)

#### Coppa del Mondo - vittorie
| Data            | Località    | Nazione  | Trampolino                                                         |
| --------------- | ----------- | -------- | ------------------------------------------------------------------ |
| 5 dicembre 2014 | Lillehammer | Norvegia | Lysgårdsbakken HS100                                               |
| 23 gennaio 2021 | Ljubno      | Slovenia | Logarska dolina HS94 (con Ema Klinec, Urša Bogataj e Nika Križnar) |

### Coppa Continentale
- Miglior piazzamento in classifica generale: 5ª nel 2012
- 1 podio (individuale):
  - 1 secondo posto